# Llesp
Llesp – miejscowość w Hiszpanii, w Katalonii, w prowincji Lleida, w comarce Alta Ribagorça, w gminie El Pont de Suert.
Według danych opublikowanych przez Institut d’Estadística de Catalunya w 2020 roku liczyła 60 mieszkańców – 26 mężczyzn i 34 kobiety. Liczba mieszkańców w poprzednich latach: 66 (2008), 62 (2009), 57 (2014), 59 (2015), 57 (2019).